# Burria cana
Burria cana är en insektsart som beskrevs av Sigfrid Ingrisch 1999. Burria cana ingår i släktet Burria och familjen Diapheromeridae. Inga underarter finns listade.